# Rodolfo Reich
Rodolfo Reich (Fiume, ... – ...; fl. XX secolo) è stato un calciatore italiano, di ruolo attaccante.

## Caratteristiche tecniche
Giocava come ala sinistra.

## Carriera
Nella stagione 1927-1928 ha militato nella Fiumana, nella seconda serie italiana.
Il 30 settembre 1928 ha esordito in Divisione Nazionale in Brescia-Fiumana (3-2); nella stessa partita ha anche segnato il gol del momentaneo 1-0, che è anche stato il primo gol in un campionato di massima serie nella storia della Fiumana.
Nel corso della stagione ha giocato 6 delle 30 partite disputate dalla sua squadra.
È rimasto poi per un altro anno alla Fiumana, giocando anche 18 partite nella stagione 1929-1930 in Serie B.